# Orrnäs, Ödeshög

Orrnäs är en gård i Ödeshögs kommun (Ödeshögs socken), Östergötlands län. 

## Historik
Orrnäs är en egendom belägen vid Svemsåns utlopp i Vättern i Ödeshögs socken, Lysings härad. Gården tillhörde 1687 N. Brahe och 1726 fröken E. Gyllenstierna. Under 1700-talet ägdes gården av kapten Joh. Gustaf Boije, 1850 av salpeterssjuderidirektören George Karl Silfversparre, 1853 av Lars och Johan Svensson, 1871 av Axel Rudebecksom 1874 sålde gården för 78800 kronor till häradsdomaren A. J. Andersson.